# Odin (Marvel Comics)
Odin é um personagem fictício que aparece nas histórias em quadrinhos publicadas pela Marvel Comics. Baseado no deus Odin da Mitologia Nórdica, ele foi criado por Stan Lee, Larry Lieber e Jack Kirby.

## Biografia ficcional do personagem
Odin é o rei de Asgard, lar dos deuses nórdicos, terceiro filho de Bor e de Bestia, uma gigante de gelo. Ao nascer, recebeu um tratamento especial de seu pai que foi o rei anterior, para que o substituisse. Quando Odin desceu ao reino de Midgard (Terra), desejou ficar com os mortais, mas este desejo desagradou Bor que por isso amaldiçoou a humanidade a uma existência de dor e sofrimento. Quando os Gigantes de Gelo ameaçavam invadir Asgard, Bor liderou um ataque para impedi-los ao lado de Odin. A vitoria estava garantida mas Bor caiu em uma armadilha fora de Asgard, forjada por um poderoso feiticeiro (futuramente descobriu-se que o feiticeiro era seu neto adotivo, Loki) que viajou para o passado, sabendo que não os poderia vencer em um combate direto, lançou-lhe um feitiço que tornou seu corpo em uma estátua de neve viva. Bor pediu que trouxessem um feiticeiro para usar um contra-feitiço para desfazer aquilo, mas Odin desejando ser rei o abandonou sem auxilio, quando lhe perguntaram sobre seu pai, Odin afirmou que o mesmo, havia perecido e ele era agora o novo rei de Asgard. O vento desfez Bor em neve. Odin a partir daquele evento toda vez que a neve cai houve a voz de seu pai lhe chamando. Como soberano sobre o reino dourado, Odin o comanda em um magnifico e majestoso palácio, embora Odin tenha tomado Frigga como sua esposa, desejou ter um filho com Jord (Gaea), este filho que teria qualidades que superariam a de qualquer asgardiano. Este se chamaria Thor. Em uma das suas numerosas batalhas,assassinou Laufey, rei dos Gigantes de Gelo, e adotou seu filho Loki por piedade e misericórdia, além dos dois, Odin tem como filhos biológicos, Vidar e Balder.
No oitavo aniversário de Thor, o presenteou com o martelo Mjolnir. Odin inúmeras vezes testou Thor para ver se este era digno de substitui-lo, certa vez quando Thor desistiu da condição divina para viver com a humana Jane Foster que aos olhos de Odin era indigna de amá-lo pois o atrapalhou num de seus embates, desceu à Terra para resolver esta situação, mas erroneamente entregou metade de seus dons para Loki que comandaria Asgard temporariamente, Loki com suas novas capacidades lançou sobre Midgard, o gigante da tempestade Scagg e o demônio de fogo Surtur, Odin com a outra metade de seu poder, transportou toda a humanidade para uma dimensão pacifica, e ao lado de Thor e Balder enfrentou os Surtur e Scagg e os derrotou, depois trouxe de volta a humanidade que desconhece até hoje estes eventos. Por sua sabedoria e conhecimento que beiram a omnisciência, foi convocado para depor no tribunal que julgaria Reed Richards(Senhor Fantástico) como responsável pelos genocídios cometidos por Galactus, mostrando a verdadeira função do Devorador de Mundos e inocentando o acusado.
Quando o alien Bill Raio Beta levanta o Mjolnir, Odin se vê obrigado à resolver com quem ficará o martelo. Propõe que uma batalha até a morte decida tal questão, porém ao final da batalha,  Bill raio Beta saiu vitorioso.. Assim Odin decide que a melhor forma de resolver o problema é criando um novo martelo, com igual poder para Bill, o Rompe-Tormentas. Quando Thor matou Loki, Odin o castigou e colocou Eric Masterson para substituí-lo como Thor. Eric estava desconfortável no papel. Quando Thor retornou, Odin mandou que a rompe-tormentas fosse dado a Eric, tornando assim o Trovejante. Foi morto ao defender Thor contra Surtur. Desde então, no além vida, Odin é fadado a lutar com Surtur onde os dois desferem mortalmente um ao outro diariamente. Assim, Odin mantém Surtur morto e protege os vivos dessa ameaça.

## Poderes e habilidades
Odin possui todos os atributos convencionais de um asgardiano. Porém, como o Rei dos Asgardianos, muitos desses atributos são significativamente superiores aos possuídos pela maioria de sua raça.
- Força Sobre-Humana: Apesar de sua idade avançada, Odin é muito mais forte do que a maioria dos asgardianos, podendo aguentar até milhões de toneladas, quando um homem asgardiano pode aguentar 30 toneladas, no entanto, ele já foi capaz de suportar até uma montanha. Ele também é capaz de aumentar sua força para alturas ainda maiores, tocando a Força Odin.
- Resistência Sobre-Humana: A pele, músculos e ossos de Odin são cerca de 3 vezes mais densos que os de um ser humano.
- Agilidade Sobre-Humana: A agilidade, o equilíbrio e a coordenação corporal de Odin estão longivamente superiores aos limites físicos naturais do melhor atleta humano.
- Reflexos Sobre-Humanos: Os reflexos de Odin, são muito mais superiores aos limites físicos físicos do atleta humano mais refinado.
- Velocidade Sobre-Humana: Odin, apesar de sua idade, é capaz de correr e se mover a velocidades maiores do que até mesmo o melhor atleta humano.
- Durabilidade Sobre-Humana: O corpo de Odin é mais resistente a lesões físicas do que o corpo de um ser humano, ou mesmo a maioria dos outros asgardianos. O corpo de Odin é capaz de suportar grandes forças de impacto, exposição a temperaturas e pressão extremas, cair de grandes alturas e potentes explosões de energia de seres de nível cósmico sem prejuízo súbito, no entanto, até um ponto desconhecido.
- Vígor Super-Humano: A musculatura de Odin produz muito menos toxinas de fadiga durante a atividade física do que a musculatura de um humano e outros asgardianos.
- Fator de Cura Acelerado: Assim como todos os outros asgardianos é possível ferir Odin, mas ele se recupera de uma lesão com níveis sobre-humanos de velocidade e eficiência, Odin foi capaz de regenerar danos maciços ou perda de tecido em um grau muito superior ao da maioria dos outros asgardianos.
- Longevidade Estendida: Assim como todos os asgardianos, Odin possui uma grande longevidade. Apesar de não ser completamente imortal, Odin envelhece à uma taxa de velocidade muito mais baixa do que os humanos, além de ser imune à infecções e doenças.
- Força Odin: Odin é capaz de manipular grandes quantidades de energia mágica, denominada poder de Odin ou Força Odin, para vários propósitos. Com esse poder, Odin é capaz de grandes proezas mágicas, como o transporte de toda a raça humana para uma dimensão alternativa, lançar inimigos no espaço profundo com um pensamento, ler mentes de várias dimensões, projetar explosões de força, manipular a matéria para vários fins, erigir campos de força impenetráveis, criar barreiras que podem proteger cidades inteiras, alterar seu tamanho, dotar pessoas ou objetos com poderes e comprimir a população de um planeta inteiro em um único ser, como Mangog. Odin é altamente qualificado no uso de seus poderes durante situações de combate, sendo capaz de bater ocasionalmente o Surfista Prateado e Thanos ao mesmo tempo e até mesmo atingir o mesmo Surfista Prateado com uma simples explosão. Ele facilmente bateu o Homem-Absorvente (que havia absorvido a própria Asgard) e Loki juntos. O poder de Odin é tal, que ele conseguiu trazer Thor e Brunhilde de volta à vida. O poder da Força Odin é tal que pode parar o próprio tempo e permitir que ele viaje através dele. Quando ocorreu uma batalha entre Odin (que estava em transe) e o Infinito, eles destruíram galáxias inteiras e mundos incontáveis. Quando foi despertado de seu transe por Thor, Odin rapidamente se livrou do Infinito e com um simples ato, ficou poderoso o suficiente para restaurar todos os danos que Infinito causara pelo Universo em pouquíssimo tempo. Com a Força Odin, ele se torna poderoso o suficiente para realizar encantamentos permanentes, como o encantamento do digno no martelo Mjölnir, além de muitas outras proezas de magia.

### Habilidades
- Deus da Sabedoria: Odin possui um grande conhecimento da sabedoria anciã e arcana, esta, sendo considerada a sua mais poderosa arma.
- Mestre em Combate Corpo-a-Corpo: Odin é um excelente lutador corpo-a-corpo.
- Grande Estrategista: Seus milhares de anos de experiência resultaram em um incrível discernimento tático que o transformaram num brilhante estrategista, capaz de entrar em qualquer batalha.
- Combatente Místico Asgardiano: Odin, é também extremamente habilidoso em empunhar seus vastos poderes de energia durante situações de combate. Sendo altamente capacitado no uso da magia Asgardiana, tendo conseguido superar até mesmo Karnilla e Encantor.
- Allspeak: Graças ao Allspeak Odin pode se comunicar em todas as línguas dos Nove Reinos, dialetos da Terra, entre outras línguas alienígenas.

### Armas
- Güngnir: ("A Lança do Céu"), forjada do metal Asgardiano, Uru, ainda que sua origem fosse desconhecida. Odin encantou a lança para voltar à suas mãos quando jogada. Güngnir não tinha poderes por conta própria; Em vez disso, serviu como um canal através do qual Odin poderia canalizar seu poder.
- Thrudstök: Um cetro de poder, uma pequena maça. Assim como Güngnir, foi forjada do metal Uru e não tinha poderes por conta própria; Em vez disso, serviu como um canal através do qual Odin poderia canalizar seu poder.
- Palavra-Chave: Também conhecida como Sobre a Espada de Asgard. Uma arma especial. Era uma espada de tamanho gigante que, se alguma vez desembainhada, dizia que "o fim do universo está próximo".

## Em outras mídias

### Desenhos Animados
- Odin aparece no segmento "The Mighty Thor" da série animada The Marvel Super Heroes dublado por Bernard Cowan.
- Odin aparece nos episódios "Mental Organism Designed Only for Kissing", "Mother of Doom", "Support Your Local Skyfather" e "Lo, How the Mighty Hath Abdicated" da série animada Esquadrão de Heróis, dublado por Jess Harnell.
- Odin reaparece nos episódios "Thor, o Poderoso", "Um dia ao Contrário de Qualquer Outro", "Atos da Vingança" e "A Balada de Bill Raio Beta" da série animada The Avengers: Earth's Mightiest Heroes, sendo dublado por Clancy Brown.
- Odin retorna no episódio "Field Trip" de Ultimate Homem-Aranha.
- Odin também aparece nos episódios "Planet Doom" e "All-Father's Day", de Vingadores Unidos dublado por Frank Welker.
- Odin aparece no episódio "Days of Future Smash: Smashgard" da série animada Hulk e os Agentes da S.M.A.S.H., dublado novamente por Frank Welker.
- Odin é um dos personagens cósmicos que aparecem em Guardiões da Galáxia, sendo novamente dublado por Frank Welker.

### Filmes
- Odin aparece no filme lançado diretamente em DVD Ultimate Avengers 2, dublado por Dwight Schultz.
- Odin também aparece no filme animado Hulk vs. dentro do curta "Hulk vs. Thor", dublado por French Tickner.
- Odin retorna no filme lançado direto para DVD Thor: Tales of Asgard, dublado por Christopher Britton.

#### Universo Cinematográfico Marvel
Odin é interpretado por Anthony Hopkins no Universo Cinematográfico da Marvel.
- Odin aparece pela primeira vez em Thor (2011), onde bane Thor à Terra, para que aquele aprenda sobre a humildade.
- Em Thor: O Mundo Sombrio (2013), Odin busca restaurar a paz nos Nove Reinos, através da liderança de Thor entre as batalhas que seriam travadas.
- Em Thor: Ragnarok (2017), após ter seu trono usurpado por Loki, Odin encontra-se desaparecido, enquanto isso, Hela se liberta e dá início ao apocalipse nórdico, o Ragnarök.

### Videogames
- Odin aparece nos jogos Marvel: Ultimate Alliance, Thor: God of Thunder, Lego Marvel Super Heroes, Leven Marvel's Avengers, Marvel: Avengers Alliance e Marvel Future Fight.